# Eothinia eukolpa
Eothinia eukolpa är en hjuldjursart som beskrevs av Myers 1940. Eothinia eukolpa ingår i släktet Eothinia och familjen Notommatidae. Inga underarter finns listade i Catalogue of Life.